# Mircea Fulger
Mircea Fulger (* 26. Januar 1959 in Hârsești, Rumänien) ist ein ehemaliger rumänischer Boxer. Er gewann eine Bronzemedaille im Halbweltergewicht bei den Olympischen Spielen 1984 in Los Angeles.

## Boxkarriere
Mircea Fulger begann im Alter von 15 Jahren mit dem Boxsport, trainierte in der Boxabteilung von CS Muscelul Câmpulung und wurde 1980 in das rumänische Nationalteam aufgenommen. Sein Trainer war Cristian Panaintescu.
Er wurde 1982 und 1983 Rumänischer Meister, gewann jeweils die Silbermedaille bei den Balkanmeisterschaften 1981 in Pula sowie 1982 in Bursa und war Teilnehmer der Weltmeisterschaften 1982 in München, wo er im Viertelfinale gegen Carlos García unterlag.
Bei den Olympischen Spielen 1984 in Los Angeles besiegte er Jean Duarte, Stefan Sjöstrand und Lotfi Belkhir, ehe er im Halbfinale mit einer Bronzemedaille gegen Dhawee Umponmaha ausschied.
Im Dezember 1984 beendete er nach rund 250 Kämpfen seine Karriere.

## Weiteres
Fulger ist Absolvent der Fakultät für Leibeserziehung in Pitești. Er ist verheiratet und Vater einer Tochter. Von 1984 bis 1994 arbeitete er als Elektriker beim Automobilhersteller ARO und anschließend als Sportlehrer, Boxtrainer und Ringrichter.